# Horváth Jenő (színművész, 1881–1931)
Horváth Jenő Tivadar Lajos (Budapest, 1881. december 14. – Budapest, 1931. április 19.) színész, rendező.

## Életútja
Horváth Zsigmond és Loew Zsófia fia. 1902-ben a Színészakadémia növendéke lett és 1904-ben nyert akadémiai oklevelet. 1904-ben a Nemzeti Színház szerződtette. 1907-08-ban a Népszínház–Vígopera tagja volt, majd 1908-ban ismét visszaszerződött a Nemzeti Színházhoz, ahol 1927-ben főrendezőnek nevezték ki. 1929. április 6-án megülte működése 25 éves fordulóját, s ekkor aranygyűrűvel tüntették ki. Horváth egyike volt a legkiválóbb Molière-interpretátoroknak. 1928. október havában kinevezték a Színművészeti Akadémia tanárává 1930-ig drámai és vígjátéki gyakorlatot és beszédet tanított. Halálának okai szívgyengeség, hűdéses elmezavar.

## Magánélete
Első házastársa Bálint Mária volt, akit 1919. április 16-án vett feleségül, ám hat évvel később elváltak. Második felesége Körmendi Eduárda Mária volt, akivel 1926. június 16-án Budapesten, az Erzsébetvárosban kötött házasságot.

## Főbb színházi szerepei
- Argan (Molière: A képzelt beteg)
- Chrysale (Molière: Tudós nők)
- Böffen Tóbiás (Shakespeare: Vízkereszt, vagy amit akartok)
- Gyalu (Shakespeare: Szentivánéji álom)
- Jourdain úr (Molière: Az úrhatnám polgár)
- Lombai (Kisfaludy K.: Csalódások)
- Mandarin (Klabund: A krétakör)
- Pancracio (A salamancai varázsló)
- Má (Krétakör)
- Babosy Károly (A házasságok az égben köttetnek)
- Ravaszdi (Makrancos hölgy)
- Pollacsek János (Három testőr)
- Örkényi báró (Nagymama)
- Leonato (Sok hűhó semmiért)

## Főbb rendezései
- Dosztojevszkij: Karamazov testvérek
- Bibó L.: A juss
- Shakespeare: II. Richárd
- Hevesi S.: Elzevir
- Zilahy Lajos: A hazajáró lélek
- Tóth E.: A tolonc
- Herczeg Ferenc: Ocskay brigadéros
- Shakespeare: Julius Caesar
- Szigeti J.: A vén bakancsos és fia, a huszár

## Filmszerepei
- Tutyu és Totyó (1915) – Tutyu úr, nyugalomba vonult tőkepénzes
- A tiszti kardbojt (1915) – Johann, német puccer
- Mágnás Miska (1916) – Gida
- Harrison és Barrison (1917)
- A riporterkirály (1917) – Pausálé úr [Harpagon], a kiadó
- Az anyaszív (1917) – Herdensky Guido
- A kis lord (1918) – Mr. Hobbs, a fűszeres
- A faun (1918) – Gradock [Groddock] ügyvéd
- Harrison és Barrison II. 1918
- Az aranyember (1918) – Brazovics
- Tutyut felszarvazzák (1918) – Tutyu
- Tutyu kirúg a hámból (1918) – Tutyu
- Tutyu ismeretséget köt (1919) – Tutyu
- Tutyu lakást keres (1919) – Tutyu
- Máté gazda és a törpék (1919)

## Színműve
- Idegen földön, színmű 3 felv. Társszerző: Ivánfi Jenő. Bemutató: 1915. február 26. Nemzeti Színház.